# Коломенский район
Коло́менский райо́н — упразднённая административно-территориальная единица (район) в Московской области РСФСР и современной России (1929—2017) и одноимённое бывшее муниципальное образование (муниципальный район, 2006—2017).
Образован в 1929 году. Упразднён в 2017 году.
21 апреля 2017 года законом № 36/2017-ОЗ муниципальные образования Коломенский муниципальный район и городской округ Коломна были преобразованы в новое единое муниципальное образование Коломенский городской округ с упразднением всех ранее входивших в него поселений.
8 июля 2017 года административно-территориальная единица Коломенский район и город областного подчинения Коломна были объединены в город областного подчинения Коломна с административной территорией.
Административный центр — город Коломна (в состав района не входил).

## География
Район находился на юго-востоке Московской области на расстоянии около восьмидесяти километров как от Москвы, так и от Рязани.
Площадь района составляла 1112,28 км². Наибольшая протяжённость с запада на восток — 60 км, с севера на юг — 30 км.
Территория района располагалась на северо-восточном склоне Средне-Русской возвышенности в пределах Москворецко-Окской равнины и частично Мещерской низменности и охватывает окраинные земли Заокской равнины.
Район граничил с Воскресенским, Луховицким, Ступинским, Егорьевским и Озёрским районами Московской области.
По территории бывшего Коломенского района протекает несколько больших и малых рек, относящихся к бассейну реки Оки. Среди наиболее крупных — реки Москва, Ока, Коломенка и Северка. Среди них судоходными являются реки Москва и Ока. Длина участка реки Оки на территории Коломенского района составляет 35 км, а её левого притока реки Москва (в её нижнем течении) — 25 км. Кроме этого, на территории района протекает ещё 17 малых рек 2-го, 3-го и 4-го порядков (по отношению к реке Оке) длиной от 6 до 25 км (реки Коломенка, Северка, Осёнка). На территории района находится 69 больших и малых замкнутых водоёмов и 6 озёр (Пестриковское, Петровское, Троицкое, Васильевское, Литовское, Марьина Роща).
Лесные массивы сочетаются со сложными формами рельефа Окско-Московского междуречья, живописными местами рек Осетра, Москвы, Оки. Всего хвойно-широколиственные леса занимают до 30 % площади территории в правобережье реки Москвы и до 90 % — по левому берегу.

### Климат
Территория Коломенского района расположена в поясе умеренно континентального климата, типичного для южной группы районов Московской области. На территории всего района происходит чёткая смена сезонных явлений. Самым холодным месяцем является январь со средней температурой −10,5 °C, а самым тёплым — июль с температурой +18,5 °C. Среднегодовая температура воздуха положительная. Безморозный период составляет в среднем 126—137 дней.
Средняя годовая норма атмосферных осадков составляет 506 мм в пониженных местах и 516 мм на равнине. Наибольшее количество осадков приходится на весенне-летний период и составляет около 80 % годовой суммы. Максимум осадков приходится на июль—август. Интенсивность осадков превышает 1мм/мин.
Преобладающие почвы — дерново-подзолистые, слабо и средне суглинистые. Среднее содержание гумуса 1,9-2,4 %, pH — 5,8—6,3. Обогащённость почв основными элементами минерального питания (азот, P2O5, K2O) от низкой до средней.
Устойчивый снежный покров сохраняется около пяти месяцев и наибольшей высоты достигает в пониженных местах и на лесных полянах (более 50 см), на открытых участках в поле колеблется от 35 до 40 см.
Роза ветров района характеризуется юго-западным направлением (20—25 %).

## Население
| 1923    | 1931    | 1939     | 1959     | 1970    | 1979    | 1989    |
| ------- | ------- | -------- | -------- | ------- | ------- | ------- |
| 92 175  | ↗98 875 | ↗141 265 | ↘108 138 | ↘48 366 | ↘44 746 | ↘44 477 |
| 2002    | 2006    | 2009     | 2010     | 2011    | 2012    | 2013    |
| ↘40 780 | ↗41 566 | ↘40 932  | ↗44 856  | ↗45 438 | →45 438 | ↘45 256 |
| 2014    | 2015    | 2016     | 2017     |         |         |         |
| ↘45 105 | ↗45 227 | ↘44 802  | ↘44 571  |         |         |         |

До реформы 1929 года в Коломенском уезде проживало 92 175 человек (по данным 1923 года). В это время в состав Коломенского уезда входило 2 стана и 16 волостей. Наиболее значительными были сёла Озёры, Горы, Белые Колодези, Малино. После реформы Коломенский район стал значительно меньше по площади и населению. Однако бурное развитие города Коломны в 1930-е годы несколько выправило ситуацию.
Кроме этого в городе Коломне, являющимся административным центром Коломенского района, но не входящим в состав района, проживает 132 247 чел. (2024). Таким образом в границах Коломенского района проживает 176 818 чел.

### Урбанизация
В городских условиях (рабочий посёлок Пески) проживали 7,35 % населения района.

## Населённые пункты
В Коломенский район до 2017 года входили 146 населённых пунктов (1 рабочий посёлок, 13 посёлков, 35 сёл и 97 деревень)
| №   | Населённый пункт  | Тип             | Население | бывшее муниципальное образование   |
| --- | ----------------- | --------------- | --------- | ---------------------------------- |
| 1   | Акатьево          | село            | ↘1262     | сельское поселение Акатьевское     |
| 2   | Амерево           | село            | ↗464      | сельское поселение Пестриковское   |
| 3   | Андреевка         | деревня         | ↗458      | сельское поселение Непецинское     |
| 4   | Андреевское       | село            | ↗119      | сельское поселение Проводниковское |
| 5   | Апраксино         | деревня         | ↗110      | сельское поселение Акатьевское     |
| 6   | Афанасьево        | деревня         | ↗69       | сельское поселение Заруденское     |
| 7   | Бакунино          | деревня         | ↗278      | сельское поселение Радужное        |
| 8   | Барановка         | деревня         | ↗107      | сельское поселение Акатьевское     |
| 9   | Берняково         | деревня         | ↗32       | сельское поселение Хорошовское     |
| 10  | Биорки            | посёлок         | ↗2099     | сельское поселение Биорковское     |
| 11  | Богдановка        | деревня         | ↗251      | сельское поселение Проводниковское |
| 12  | Богородское       | деревня         | ↗13       | сельское поселение Биорковское     |
| 13  | Большое Карасёво  | деревня         | ↗79       | сельское поселение Биорковское     |
| 14  | Большое Колычёво  | село            | ↘121      | сельское поселение Акатьевское     |
| 15  | Борисово          | деревня         | ↗95       | сельское поселение Непецинское     |
| 16  | Борисовское       | деревня         | ↗150      | сельское поселение Проводниковское |
| 17  | Бортниково        | деревня         | ↘6        | сельское поселение Радужное        |
| 18  | Бузуково          | деревня         | ↗4        | сельское поселение Биорковское     |
| 19  | Васильево         | село            | ↗222      | сельское поселение Акатьевское     |
| 20  | Верхнее Хорошово  | деревня         | ↗96       | сельское поселение Проводниковское |
| 21  | Возрождение       | посёлок         | ↘434      | сельское поселение Непецинское     |
| 22  | Воловичи          | деревня         | ↗16       | сельское поселение Биорковское     |
| 23  | Ворыпаевка        | деревня         | ↗72       | сельское поселение Проводниковское |
| 24  | Гололобово        | село            | ↗309      | сельское поселение Биорковское     |
| 25  | Горки             | село            | ↗129      | сельское поселение Заруденское     |
| 26  | Горностаево       | деревня         | ↗76       | сельское поселение Непецинское     |
| 27  | Городец           | село            | ↗343      | сельское поселение Заруденское     |
| 28  | Городище-Юшково   | деревня         | ↗92       | сельское поселение Непецинское     |
| 29  | Городки           | деревня         | ↘51       | сельское поселение Биорковское     |
| 30  | Грайвороны        | деревня         | #Н/Д      | сельское поселение Биорковское     |
| 31  | Гришино           | деревня         | ↗89       | сельское поселение Биорковское     |
| 32  | Губастово         | деревня         | ↘472      | сельское поселение Хорошовское     |
| 33  | Дарищи            | село            | ↗39       | сельское поселение Хорошовское     |
| 34  | Дворики           | деревня         | ↗43       | сельское поселение Биорковское     |
| 35  | Дмитровцы         | село            | ↘66       | сельское поселение Хорошовское     |
| 36  | Дубенки           | деревня         | ↗12       | сельское поселение Биорковское     |
| 37  | Дубна             | деревня         | ↗30       | сельское поселение Проводниковское |
| 38  | Дуброво           | деревня         | ↘8        | сельское поселение Радужное        |
| 39  | Елино             | деревня         | ↗202      | сельское поселение Хорошовское     |
| 40  | Ерково            | деревня         | ↗21       | сельское поселение Хорошовское     |
| 41  | Запрудный         | посёлок         | ↘125      | сельское поселение Биорковское     |
| 42  | Заречный          | посёлок         | ↘673      | сельское поселение Биорковское     |
| 43  | Зарудня           | деревня         | ↗1572     | сельское поселение Заруденское     |
| 44  | Захаркино         | деревня         | ↘4        | сельское поселение Акатьевское     |
| 45  | Зиновьево         | деревня         | ↗43       | сельское поселение Акатьевское     |
| 46  | Змеево            | деревня         | ↗7        | сельское поселение Акатьевское     |
| 47  | Игнатьево         | деревня         | ↗33       | сельское поселение Акатьевское     |
| 48  | Ильинское         | деревня         | ↘0        | сельское поселение Биорковское     |
| 49  | Индустрия         | посёлок         | ↘980      | сельское поселение Непецинское     |
| 50  | Исаиха            | деревня         | ↘1        | сельское поселение Хорошовское     |
| 51  | Каменка           | деревня         | ↘2        | сельское поселение Проводниковское |
| 52  | Каменка           | деревня         | →7        | сельское поселение Хорошовское     |
| 53  | Колодкино         | деревня         | ↘22       | сельское поселение Проводниковское |
| 54  | Комлево           | деревня         | ↘3        | сельское поселение Заруденское     |
| 55  | Конев-Бор         | деревня         | ↗80       | сельское поселение Хорошовское     |
| 56  | Коробчеево        | село            | ↗520      | сельское поселение Пестриковское   |
| 57  | Коростыли         | деревня         | →0        | сельское поселение Проводниковское |
| 58  | Кочаброво         | деревня         | ↘1        | сельское поселение Хорошовское     |
| 59  | Кудрявцево        | деревня         | ↘11       | сельское поселение Биорковское     |
| 60  | Куземкино         | деревня         | ↘14       | сельское поселение Непецинское     |
| 61  | Лесной            | посёлок         | ↘1659     | сельское поселение Биорковское     |
| 62  | Лукерьино         | село            | ↘543      | сельское поселение Проводниковское |
| 63  | Лыково            | деревня         | ↘7        | сельское поселение Непецинское     |
| 64  | Лысцево           | село            | ↘136      | сельское поселение Проводниковское |
| 65  | Макшеево          | село            | ↗50       | сельское поселение Заруденское     |
| 66  | Маливо            | село            | ↗166      | сельское поселение Заруденское     |
| 67  | Малое Карасёво    | деревня         | ↗279      | сельское поселение Биорковское     |
| 68  | Малое Уварово     | деревня         | ↗47       | сельское поселение Биорковское     |
| 69  | Малышево          | деревня         | ↘3        | сельское поселение Радужное        |
| 70  | Михеево           | деревня         | ↗1        | сельское поселение Акатьевское     |
| 71  | Михеево           | деревня         | ↘4        | сельское поселение Заруденское     |
| 72  | Молитвино         | деревня         | ↘66       | сельское поселение Проводниковское |
| 73  | Молодинки         | деревня         | ↘60       | сельское поселение Заруденское     |
| 74  | Морозовка         | деревня         | ↘8        | сельское поселение Проводниковское |
| 75  | Мостищи           | деревня         | ↗77       | сельское поселение Заруденское     |
| 76  | Мякинино          | деревня         | ↗7        | сельское поселение Проводниковское |
| 77  | Мячково           | село            | ↘197      | сельское поселение Радужное        |
| 78  | Настасьино        | деревня         | ↗50       | сельское поселение Непецинское     |
| 79  | Негомож           | деревня         | ↗2493     | сельское поселение Заруденское     |
| 80  | Непецино          | село            | ↘2359     | сельское поселение Непецинское     |
| 81  | Непецино          | посёлок станции | ↘61       | сельское поселение Непецинское     |
| 82  | Нестерово         | деревня         | ↗31       | сельское поселение Заруденское     |
| 83  | Нижнее Хорошово   | село            | ↘1620     | сельское поселение Хорошовское     |
| 84  | Никульское        | село            | ↗272      | сельское поселение Радужное        |
| 85  | Новая             | деревня         | ↘173      | сельское поселение Хорошовское     |
| 86  | Новое             | деревня         | →0        | сельское поселение Непецинское     |
| 87  | Новое Бобренево   | село            | ↗37       | сельское поселение Хорошовское     |
| 88  | Новопокровское    | деревня         | ↘47       | сельское поселение Заруденское     |
| 89  | Новоселки         | деревня         | ↘11       | сельское поселение Биорковское     |
| 90  | Новоселки         | деревня         | ↗16       | сельское поселение Хорошовское     |
| 91  | Октябрьское       | село            | ↗393      | сельское поселение Заруденское     |
| 92  | Осёнка            | посёлок         | ↘96       | сельское поселение Непецинское     |
| 93  | Павлеево          | деревня         | ↘6        | сельское поселение Проводниковское |
| 94  | Паново            | деревня         | ↗114      | сельское поселение Биорковское     |
| 95  | Паньшино          | деревня         | ↗25       | сельское поселение Хорошовское     |
| 96  | Парфентьево       | село            | ↗825      | сельское поселение Пестриковское   |
| 97  | Первомайский      | посёлок         | ↘1103     | сельское поселение Биорковское     |
| 98  | Пески             | пгт             | ↘3277     | городское поселение Пески          |
| 99  | Пестриково        | село            | ↗500      | сельское поселение Пестриковское   |
| 100 | Петрово           | деревня         | ↘9        | сельское поселение Биорковское     |
| 101 | Печенцино         | деревня         | ↘2        | сельское поселение Проводниковское |
| 102 | Пирочи            | село            | ↘1451     | сельское поселение Заруденское     |
| 103 | Подберезники      | село            | ↘10       | сельское поселение Проводниковское |
| 104 | Подлужье          | деревня         | ↗133      | сельское поселение Радужное        |
| 105 | Подмалинки        | деревня         | ↘11       | сельское поселение Проводниковское |
| 106 | Подосинки         | деревня         | ↘31       | сельское поселение Заруденское     |
| 107 | Полубояриново     | деревня         | ↘1        | сельское поселение Биорковское     |
| 108 | Проводник         | посёлок         | ↘1018     | сельское поселение Проводниковское |
| 109 | Пруссы            | село            | ↗7        | сельское поселение Непецинское     |
| 110 | Радужный          | посёлок         | ↗2655     | сельское поселение Радужное        |
| 111 | Речки             | деревня         | ↗63       | сельское поселение Непецинское     |
| 112 | Рождественка      | деревня         | ↗11       | сельское поселение Хорошовское     |
| 113 | Романовка         | деревня         | ↘3        | сельское поселение Биорковское     |
| 114 | Санино            | деревня         | ↗227      | сельское поселение Непецинское     |
| 115 | Северское         | село            | ↗269      | сельское поселение Радужное        |
| 116 | Сельниково        | деревня         | ↗936      | сельское поселение Заруденское     |
| 117 | Сельцо-Петровское | деревня         | ↗19       | сельское поселение Заруденское     |
| 118 | Семёновское       | деревня         | ↘60       | сельское поселение Биорковское     |
| 119 | Семёновское       | деревня         | ↘8        | сельское поселение Непецинское     |
| 120 | Семибратское      | деревня         | ↘86       | сельское поселение Проводниковское |
| 121 | Сергиевский       | посёлок         | ↘3197     | сельское поселение Пестриковское   |
| 122 | Сергиевское       | село            | ↗602      | сельское поселение Пестриковское   |
| 123 | Солосцово         | деревня         | ↗97       | сельское поселение Биорковское     |
| 124 | Старое Бобренево  | село            | ↘228      | сельское поселение Хорошовское     |
| 125 | Субботово         | деревня         | ↗23       | сельское поселение Проводниковское |
| 126 | Сурино            | деревня         | ↗18       | сельское поселение Заруденское     |
| 127 | Сычёво            | деревня         | ↗279      | сельское поселение Акатьевское     |
| 128 | Тимирёво          | деревня         | ↘31       | сельское поселение Заруденское     |
| 129 | Троицкие Озёрки   | село            | ↗147      | сельское поселение Заруденское     |
| 130 | Туменское         | деревня         | ↘67       | сельское поселение Биорковское     |
| 131 | Угорная Слобода   | деревня         | ↘1        | сельское поселение Заруденское     |
| 132 | Ульяновка         | деревня         | ↗2        | сельское поселение Проводниковское |
| 133 | Федосьино         | село            | ↘147      | сельское поселение Проводниковское |
| 134 | Хлопна            | деревня         | ↘0        | сельское поселение Биорковское     |
| 135 | Чанки             | село            | ↗552      | сельское поселение Хорошовское     |
| 136 | Черкизово         | село            | ↗1790     | сельское поселение Радужное        |
| 137 | Чуркино           | деревня         | ↘11       | сельское поселение Хорошовское     |
| 138 | Шапкино           | деревня         | ↗34       | сельское поселение Проводниковское |
| 139 | Шейно             | деревня         | →0        | сельское поселение Биорковское     |
| 140 | Шелухино          | деревня         | ↗21       | сельское поселение Хорошовское     |
| 141 | Шеметово          | село            | ↘663      | сельское поселение Непецинское     |
| 142 | Шереметьево       | деревня         | ↗3        | сельское поселение Биорковское     |
| 143 | Шкинь             | село            | ↘79       | сельское поселение Непецинское     |
| 144 | Шлюза «Северка»   | посёлок         | ↘23       | сельское поселение Хорошовское     |
| 145 | Щепотьево         | деревня         | ↗88       | сельское поселение Акатьевское     |
| 146 | Щурово            | деревня         | 21        | сельское поселение Акатьевское     |

## История

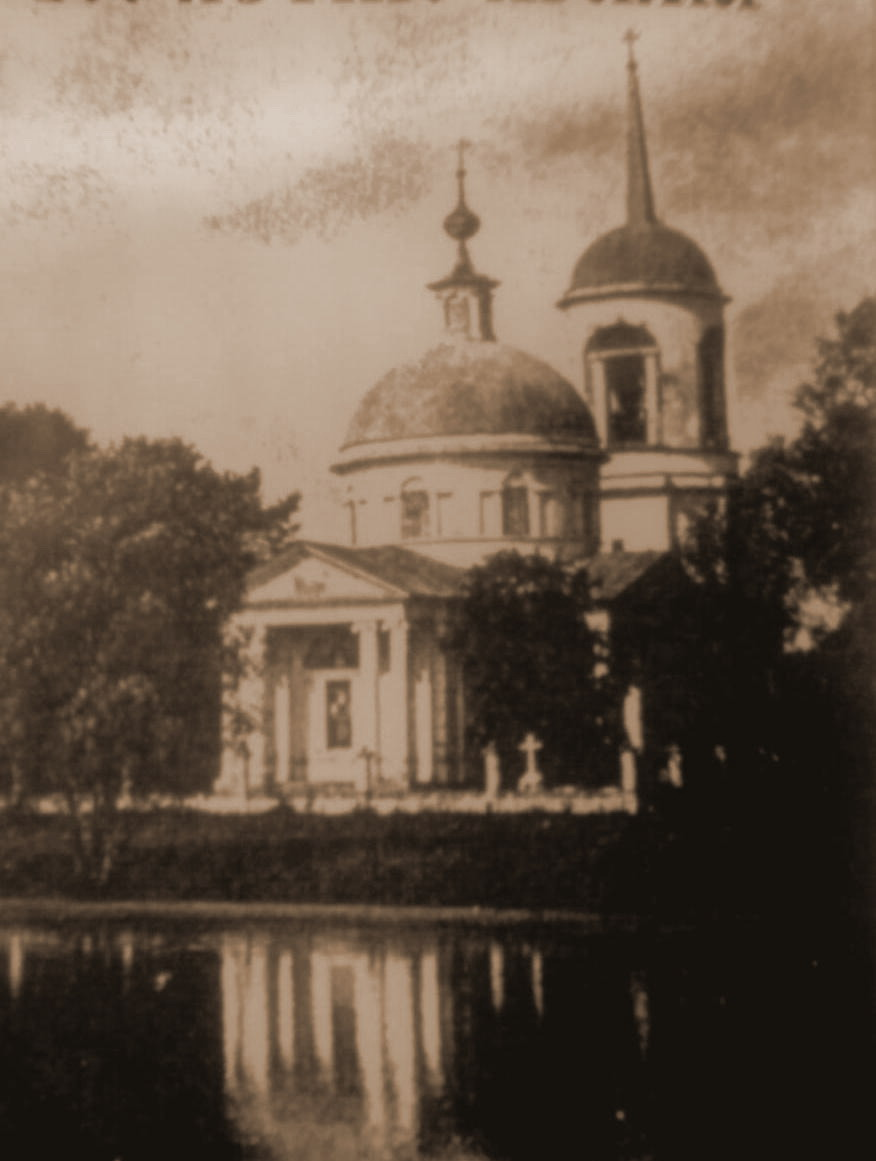
Знаменская церковь с. Непецино (старая фотография)

Древнерусский город Свирильск входил в состав Черниговского княжества. Он локализуется большинством исследователей у села Северское. В Ипатьевской летописи, известной по спискам XV и XVI веков, под 1177 годом упомянут бой Олега Святославича на реке «на Свирильскѣ» с рязанским князем — племянником Глеба Ростиславича.
Первые сведения о «волостях коломенских», составивших территорию Коломенского уезда, а впоследствии и района, восходят к 1339 году и встречаются в духовной грамоте великого князя Московского Ивана Калиты, в которой великий князь завещал Коломну вместе с великокняжеским престолом своему старшему сыну.
Наиболее древними населёнными пунктами Коломенского района являются сёла Большое Колычево (1406), Черкизово (XIII век), Пруссы (XVI в.), Непецино (1577—1578 годы).
Район образован в 1929 году, преобразованием Коломенского уезда Московской губернии существующего с 1781 года. Таким образом, Коломенский район является преемником Коломенского уезда, в который полностью или частично входили 11 современных районов Московской области. В Советское время из района также были выделены несколько самостоятельных районов Московской области. Во время преобразований 1929 года от бывшего Коломенского уезда отошли сотни гектаров земель со многими населёнными пунктами к вновь созданным районам: Воскресенскому, Малинскому, Озерскому, Ступинскому. А земли вдоль Оки из ведения Рязанской области перешли в состав Коломенского района. В Коломенский район влилось более 30 деревень и сел из Зарайского и Егорьевского уездов.
В Советское время Коломенский район бурно развивался — строились автомобильные дороги, район был электрифицирован и газифицирован. В 1959 году в состав Коломны вошёл новый район Щурово, который ранее являлся селом Коломенского района.
В 2016 году Коломенский район отметил 680-летие.

### История административного деления
Коломенский район был образован 12 июля 1929 года в составе Коломенского округа Московской области на части территории бывших Егорьевского и Коломенского уездов Московской губернии и Зарайского уезда Рязанской губернии. В состав района вошли 60 сельсоветов:
- из Коломенского уезда:
  - из Акатьевской волости: Акатьевский, Апраксинский, Карасёвский
  - из Бояркинской волости: Богородский, Туменский
  - из Колыберовской волости: Губастовский, Дарищинский, Елинский, Колыберовский, Новоселковский, Паньшинский, Песковский
  - из Мячковской волости: Малышевский, Мячковский, Черкизовский
  - из Непецинской волости: Андреевский, Борисовский, Непецинский, Шеметовский, Шкиньский
  - из Парфентьевской волости: Амеревский, Бобреневский, Коробчеевский, Парфентьевский, Пестриковский, Сергиевский, Троице-Озерковский, Хорошовский, Чанковский
  - из Протопоповской волости: Бочмановский, Гололобовский, Колычевский, Петровский, Протопоповский, Семеновский
  - из Сандыревской волости: Городищенский, Лукерьинский, Лысцевский, Никульский, Подлипский, Сандыревский, Северский
  - из Федосьинской волости: Жуковский, Лыковский, Субботовский, Федосьинский
- из Егорьевского уезда:
  - из Раменской волости: Горковский, Зарудневский, Комлевский, Макшеевский, Маливский, Надеевский, Поповский, Сельниковский, Тимиревский
  - из Колычевской волости: Дмитриевский
- из Зарайского уезда:
  - из Луховической волости: Ларцевополянский, Негоможский, Пирочинский, Щуровский.

20 апреля 1930 года был образован рабочий посёлок Щурово, а Щуровский с/с был упразднён. 25 декабря Колыберовский с/с был передан в Егорьевский район. В том же году были упразднены Малышевский, Негоможский и Новоселковский с/с.
18 мая 1931 года был упразднён Борисовский с/с. 28 декабря были упразднены Бочмановский, Подлипский, Протопоповский и Сандыревский с/с.
13 августа 1932 года был упразднён Ларцевополянский с/с.
14 июля 1938 года образован рабочий посёлок Пески.
17 июля 1939 года были упразднены Амеревский, Бобреневский, Елинский, Зарудневский, Надеевский, Пестриковский, Сергиевский, Тимиревский и Троице-Озерковский с/с. Поповский с/с был переименован в Октябрьский. В тот же период был упразднён Паньшинский с/с.
14 сентября 1939 года город Коломна отнесен к категории городов областного подчинения (Указ Президиума Верховного совета РСФСР) (Справочник по административно-территориальному делению Московской области 1929—2004 гг. — стр. 21).
29 декабря 1946 года р.п. Щурово был преобразован в город.
9 мая 1952 года Песковский с/с был переименован в Паньшинский.
14 июня 1954 года были упразднены Андреевский, Апраксинский, Богородский, Городищенский, Дарищинский, Дмитриевский, Жуковский, Колычевский, Комлевский, Коробчеевский, Лыковский, Лысцевский, Октябрьский, Паньшинский, Парфентьевский, Петровский, Северский, Сельниковский, Субботовский, Чанковский, Черкизовский и Шеметовский с/с. Образованы Новодеревенский и Пестриковский с/с.
3 июня 1959 года к Коломенскому району был присоединён город Озёры и 11 сельсоветов упразднённого Озёрского района: Белоколодезный, Боково-Акуловский, Бояркинский, Горский, Дулебинский, Клишинский, Полурядниковский, Речицкий, Редькинский, Сенницкий и Сосновский. 31 июля были упразднены Маливский, Семеновский и Туменский с/с.
5 февраля 1960 года город Щурово был включён в черту города Коломны. 20 августа были упразднены Акатьевский, Боково-Акуловский, Горковский, Мячковский и Полурядниковский с/с.
1 февраля 1963 года вместо Коломенского района был создан Коломенский укрупнённый сельский район. 13 января 1965 года Коломенский сельский район преобразован в Коломенский район (Указ Президиума Верховного совета РСФСР) (Ведомости Верховного Совета РСФСР. — 1965. — № 3 (329) от 18 января. — С. 68-71). В его состав вошли город Озёры, р.п. Пески и сельсоветы: Белоколодезный, Бояркинский, Гололобовский, Горский, Губастовский, Дулебинский, Карасёвский, Клишинский, Лукерьинский, Макшеевский, Мощаницкий, Непецинский, Никульский, Пестриковский, Пирочинский, Редькинский, Сенницкий, Сосновский, Федосьинский, Хорошовский и Шкиньский.
27 апреля 1969 года был восстановлен Озёрский район. В его состав из Коломенского района были переданы город Озёры и сельсоветы Бояркинский, Горский, Дулебинский, Клишинский, Редькинский, Сенницкий, Сосновский и Тарбушевский (бывший Мощаницкий). 12 мая в Коломенском районе образован Акатьевский с/с. Белоколодезный с/с упразднён.
3 февраля 1994 года сельсоветы были преобразованы в сельские округа.
7 октября 2002 года Гололобовский с/о был переименован в Биорковский.
23 сентября 2003 года были упразднены Губастовский, Карасёвский, Лукерьинский, Пирочинский и Шкиньский с/о.
К моменту начала муниципальной реформы Коломенский район включал р. п. Пески и с/о Акатьевский, Биорковский, Макшеевский, Непецинский, Никульский, Пестриковский, Федосьинский, Хорошовский.
В рамках муниципального устройства ранее образованные Коломенский муниципальный район и городской округ Коломна согласно закону № 36/2017-ОЗ от 6 апреля 2017 года упраздняются и объединяются в новое муниципальное образование — Коломенский городской округ (закон вступил в силу 21 апреля 2017 года).
Соответствующие административно-территориальные Коломенский район и город областного подчинения Коломна упраздняются и объединяются с 8 июля 2017 года в новую административно-территориальную единицу — город областного подчинения Коломна с административной территорией.
5 мая 2017 года рабочий поселок Пески отнесен в административное подчинение городу Коломна (Постановление Губернатора Московской области от 5 мая 2017 года № 207-ПГ, Официальный Интернет-портал Правительства Московской области http://www.mosreg.ru, 05.05.2017).
19 мая 2017 года упразднены сельские поселения Акатьевское, Биорковское, Заруденское, Непецинское, Пестриковское, Проводниковское, Радужное и Хорошовское (Постановление Губернатора Московской области от 19 мая 2017 года № 223-ПГ, Официальный Интернет-портал Правительства Московской области http://www.mosreg.ru, 19.05.2017).
8 июля 2017 года Коломенский район упразднен (Закон Московской области от 20 июня 2017 года № 92/2017-ОЗ, Официальный Интернет-портал Правительства Московской области http://www.mosreg.ru, 27.06.2017).
1 января 2018 года рабочий поселок Пески, находившийся в административном подчинении города Коломна Московской области, преобразован в поселок Пески (Постановление Губернатора Московской области от 31 октября 2017 года № 479-ПГ, Официальный Интернет-портал Правительства Московской области http://www.mosreg.ru, 01.11.2017).

### Муниципально-территориальное устройство
С 2006 до 2017 гг. в Коломенский муниципальный район входили: 1 городское и 8 сельских поселений:
| № | Городское и сельские поселения     | Административный центр | Количество населённых пунктов | Население | Площадь, км2 |
| - | ---------------------------------- | ---------------------- | ----------------------------- | --------- | ------------ |
| 1 | Городское поселение Пески          | рабочий посёлок Пески  | 1                             | ↘3675     | 6,94         |
| 2 | Сельское поселение Акатьевское     | село Акатьево          | 13                            | ↗3935     | 169,08       |
| 3 | Сельское поселение Биорковское     | посёлок Биорки         | 30                            | ↗6718     | 166,65       |
| 4 | Сельское поселение Заруденское     | деревня Зарудня        | 22                            | ↘7651     | 209,46       |
| 5 | Сельское поселение Непецинское     | село Непецино          | 19                            | ↘5580     | 112,43       |
| 6 | Сельское поселение Пестриковское   | село Пестриково        | 6                             | ↘5923     | 79,54        |
| 7 | Сельское поселение Проводниковское | посёлок Проводник      | 24                            | ↘2239     | 137,11       |
| 8 | Сельское поселение Радужное        | посёлок Радужный       | 10                            | ↘5242     | 63,97        |
| 9 | Сельское поселение Хорошовское     | село Нижнее Хорошово   | 21                            | ↘3608     | 167,10       |

## Символика
Основными символами Коломенского района является Герб и Флаг Коломенского района. Гимн района не утверждён.
Флаг
Флаг Коломенского района утверждён решением Совета депутатов Коломенского района 28 февраля 2002 года. Флаг внесён в Государственный геральдический регистр под № 913.
Описание флага Коломенского района определяет его как: «Жёлтое полотнище с соотношением сторон 2:3, несущее в центре изображение фигур герба Коломенского района, в котором нижние плечи вилообразного креста упираются в нижние углы полотнища».
Герб
Герб Коломенского района утверждён решением Совета депутатов Коломенского района 28 февраля 2002 года.
Описание герба гласит: «В золотом поле опрокинутый лазоревый (синий, голубой) вилообразный крест; поверх всего — серебряная колонна, коронованная золотом. В вольной части — герб Московской области».

## Общая карта
Легенда карты:
|  | Более 3000 жителей |
|  | 2000—3000 жителей  |
|  | 1000—2000 жителей  |
|  | 500—1000 жителей   |
|  | Менее 500 жителей  |

## Местное самоуправление
Ключевыми органами управления района являются Администрация Коломенского района и Совет депутатов.
Глава Коломенского муниципального района — Андрей Валерьевич Ваулин (избран в 2014 году). Он же возглавляет Совет депутатов.
В Совет депутатов входит 19 депутатов.
Руководитель Администрации Коломенского района — Алексей Дмитриевич Попов. Назначен решением Совета депутатов 6 марта 2015 года.
На территории Коломенского района работает Коломенское районное местное отделение Всероссийской политической партии «Единая Россия», которое было создано в мае 2002 года.

## Экономика
В Коломенском районе работают предприятия различных отраслей экономики — промышленность, сельское хозяйство, строительство и другие.
Через район проходят магистральные инженерные коммуникации: газопровод Средняя Азия — Центр, газопровод Саратов — Москва, продуктопровод «Рязань—Москва», кольцевой газопровод Московской области, линия электропередачи высокого напряжения.
Сельское хозяйство
В сельском хозяйстве работают предприятия по выпуску овощной продукции и животноводческий комплекс. Среди крупнейших сельхозпредприятий СЗАО «Ленинское», ООО «Сергиевское», ЗАО «Северка». Общая площадь сельхозугодий в районе составляет 44,1 тысяч гектар, из них под пашней находится 35,2 тысячи гектар.
Основными продуктами сельхозпредприятий Коломенского района являются овощи, зерновые культуры и картофель, а также молочные продукты. Активно развивается свиноводство, заложена основа мясного скотоводства, овцеводства.
Промышленность
Одной из ведущих отраслей экономики района является промышленность. В настоящее время в районе работают 10 крупных и средних и 49 малых промышленных предприятий. Объём производства в 2010 году составил 5 млрд 400 млн рублей. Продукция на 3,5 млрд рублей произведена на крупных предприятиях, на 1 млрд 900 млн рублей — на малых.
Крупные предприятия работают в трех направлениях: производство строительных материалов, машиностроительное производство и обработка металла, пищевая промышленность.
В Коломенском районе развито производство строительных материалов на базе разведанных месторождений глин, строительного песка и песчано-гравийных пород. В Коломенском районе работают старейшие в России производства кирпича:
- Карасёвский керамический завод в посёлке Лесной (основан в 1890 году)
- Гололобовский кирпичный завод в посёлке Заречный (основан в 1902 году)

Эти предприятия выпускают в год около 80 млн штук кирпича.
В Коломенском районе создан благоприятный климат для инвестирования, и начиная с 2003 года, на территории муниципального образования практически каждый год открываются новые предприятия.
Лидерами предприятий машиностроительной продукции являются:
- Колнаг (основано в 1995 году)
- Завод АДЛ (основан в 1994 году)[43]
- Броен (основан 2003 году)

В Коломенском районе находится два добывающих предприятия: ПСК «Коломенский щебеночный карьер» и ООО ПСК карьер «Октябрьский».
К группе предприятий пищевой промышленности относятся: ЗАО "Пчеловодный комбинат «Коломенский», ООО "Перерабатывающий комбинат «Ока», ООО «АгроФудКоломна».
Малый бизнес
В районе успешно работают малые предприятия: 1178 действующих субъектов малого и среднего предпринимательства. По видам деятельности они делятся следующим образом: обрабатывающее производство составляет 13 %, сельское хозяйство — 8 %, строительство — 7 %, транспорт и связь — 2 %, торговля и обслуживание населения — 58,8 %.

## Образование и наука
На 2007 год в районе работает 15 средних общеобразовательных школ, в которых обучается более 4 тысяч человек. Среди наиболее древних Сергиевская (основана в 1841 году), Черкизовская (1869 год), Пановская (1876 год) и Песковская (1881 год) средние общеобразовательные школы, а также Парфентьевская (1841 год) и Гололобовская (1876 год) начальные школы.
Высшие учебные заведения на территории Коломенского района сконцентрированы в городе Коломне.
На территории Коломенского района находится научно-исследовательский институт механизации и техники полива в посёлке Радужный.

## Транспорт
Автотранспорт: Коломенской район имеют развитую сеть автомобильных дорог. По территории района проходит федеральная трасса М5, проходит трасса Р115 Егорьевск-Ненашево, а значительное большинство населённых пунктов района охвачены сетью автомобильных дорог с твёрдым покрытием. Пассажирские перевозки по району осуществляются с применением рейсовых автобусов и маршрутных такси.
Железная дорога: По территории района проходит участок рязанского направления и озёрской ветки Московской железной дороги. Всего на территории Коломны и Коломенского района находится 15 железнодорожных станций и платформ.
Речной транспорт: По реке Ока в Коломенском районе осуществляется пассажирские и грузовые перевозки. Река Москва также является судоходной, но по ней осуществляются только грузовые перевозки. Перевозки осуществляет, основанный в 1858 году, «Порт Коломна» — крупнейший и старейший среди портов Московского речного пароходства.
Аэродромы: На территории Коломенского района находятся аэродромы:
- Коробчеево в селе Коробчеево. На аэродроме работает Коломенский аэроклуб им. Водопьянова и аэроклуб Аэроград. Аэродром в Коробчеево — самый большой аэродром в Московском регионе, используемый для выброски парашютистов[44].
- Северка в 6 км западнее н. п. Пески
- Аэроклуб «Аист М» в д. Сельниково

## Достопримечательности
Коломенский район является единым историко-архитектурным ансамблем. В районе сохранилось 101 памятник градостроительства, 25 памятников истории и культуры. Среди наиболее известных:
- Монастыри и храмы Коломны и района;
- Бобренев монастырь;
- Коломенский Кремль
- Дом-музей деревянной скульптуры (посёлок Пески)
- Ильинская церковь в с. Пруссы (XVI век);
- Усадьба-дача Шервинских в селе Черкизово.
- Святой источник великомученика Никиты

## Религия
Исторически сложилось, что в Коломенском районе преобладает православное вероисповедание. В период 1920—1990 годов количество верующих существенно снизилось. Однако с начала 1990-х годов ведётся активное восстановление храмов и увеличение числа верующих.
Православие
Коломенский уезд был одним из центров православной истории России. На территории Коломенского уезда с середины XIV века до 1799 года действовала Коломенская епархия. Коломенские епископы сыграли значительную роль в становлении православия на Руси. Впоследствии Коломенская епархия была переведена в Тулу. После упразднения Коломенской епархии в 1799 году её диоцез перешёл к Москве, где митрополит получил титул «Московского и Коломенского». С восстановлением патриаршества в 1918 году столица стала патриаршей епархией, а епископ, помогающий Святейшему Патриарху управлять храмами и монастырями губернии, получил титул «Крутицкого и Коломенского».
В Советский период большинство храмов Коломенского района пришло в запустение.
В настоящее время на территории района действует Коломенское благочиние, в которое входит более пятидесяти православных храмов.
Прочие конфессии
Помимо православия на территории Коломенского района представлены и прочие конфессии. Однако эти конфессии немногочисленны. Так, например, численность мусульманской общины, второй по величине, города Коломны и района составляет около трёх тысяч человек. Мусульманская община была зарегистрирована в городе Коломна в 1998 году.

## Люди, связанные с Коломенским районом
- Сергей Сергеевич Агапов — труженик, машинист экскаватора Щуровского комбината стройдеталей, Герой Социалистического Труда.
- Степан Григорьевич Алишкин — патриот, колхозник, один из инициаторов всенародного движения по сбору средств в Фонд обороны в период Великой Отечественной войны.
- Александр Яковлевич Березняк — советский конструктор самолётов и ракет, руководитель «филиала ОКБ-155 по теме Б».
- Пётр Ионович Губонин — купец I гильдии, строитель железных дорог, промышленник и меценат.
- Василий Александрович Зайцев — советский лётчик-истребитель, полковник, дважды Герой Советского Союза.
- Михаил Ефимович Катуков — дважды Герой Советского Союза, советский военачальник, Маршал бронетанковых войск.
- Николай Петрович Краснов — академик архитектуры, главный архитектор города Ялты.
- Александр Спиридонович Маслов — лётчик, Герой России (посмертно). Возможно, совершил первый в истории Великой Отечественной войны таран.
- Пётр Васильевич Троицкий — псаломщик, мученик Русской православной церкви.
- Владимир Степанович Парфёнов — художник-корнепластик, основатель и организатор одноимённого дома-музея деревянной скульптуры и творческой мастерской.
- Горностаев Евгений Петрович — государственный деятель, Глава Коломенского муниципального района Московской области с 1978 по 2000 год, Почетный Гражданин Московской области[46], Заслуженный работник сельского хозяйства Российской Федерации.